# Regla
Regla är en del av en befolkad plats i Kuba.   Den ligger i provinsen Havanna, i den västra delen av landet, i huvudstaden Havanna. Regla ligger 14 meter över havet och antalet invånare är 44 431.
Terrängen runt Regla är platt. Havet är nära Regla åt nordväst. Runt Regla är det mycket tätbefolkat, med 1 266 invånare per kvadratkilometer. Närmaste större samhälle är Havanna, 5,3 km väster om Regla. Omgivningarna runt Regla är en mosaik av jordbruksmark och naturlig växtlighet.